# Daurischer Pfeifhase

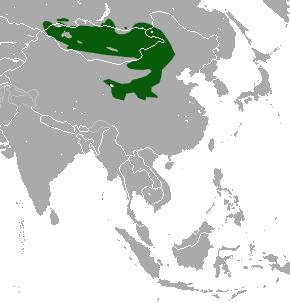
Verbreitungskarte des Daurischen Pfeifhasen

Der Daurische Pfeifhase oder Daurien-Pfeifhase (Ochotona dauurica) ist eine Art der Pfeifhasen (Ochotonidae), die als Steppenbewohner in Südostrussland, der Mongolei und Nordchina lebt.

## Merkmale
Der Daurische Pfeifhase erreicht eine Körpergröße von 15 bis 20 Zentimeter.

## Verbreitung und Lebensraum
Das Verbreitungsgebiet des Daurischen Pfeifhasen erstreckt sich über Teile der Mongolei, südliche Regionen der Russischen Föderation und verschiedene Provinzen in China (Gansu, Hebei, Liaoning, Nei Mongol, Ningxia, Qinghai und Shaanxi). Er lebt in Steppen und Halbwüsten in Wassernähe in Höhenlagen von 1800 bis 3000 Meter.

## Lebensweise
Die Art ernährt sich von grünen und trockenen Halmen ausgewählter Gräser und Kräuter sowie von Wurzeln. Die Tiere legen für den Winter beträchtliche Futtervorräte an.
Die Geschlechtsreife erreichen die Tiere nach einigen Wochen, danach können sie mehrere Würfe pro Jahr mit einem  bis elf  Jungen pro Wurf bekommen. Dabei beträgt die Tragezeit etwa 20 Tage. Die Lebensdauer beträgt etwa zwei Jahre.

## Gefährdung
Der Daurische Pfeifhase gilt als nicht bedroht. Die Art wurde in China allerdings im Rahmen der Schädlingsvorsorge bekämpft.

## Systematik
Der Daurische Pfeifhase wurde als eigenständige Art den Pfeifhasen (Gattung Ochotona) und der Untergattung Ochotona zugeordnet. Die wissenschaftliche Erstbeschreibung erfolgte durch den deutschen Zoologen Peter Simon Pallas im Jahr 1775.
Je nach Systematik werden mehrere Unterarten unterschieden. So ordnete Wilson & Reeder 2005 der Art mit der Nominatform die vier Unterarten O.d. dauurica, O.d. annectens, O.d. bedfordi und O.d. mursavi zu. Andrei Alexandrowitsch Lissowski unterscheidet im Handbook of the Mammals of the World dagegen drei Unterarten und damit neben O.d. dauurica als weitere Unterarten O.d. latibullata sowie O.d. huangensis, die nach Wilson & Reeder 2005 noch als eigenständige Art betrachtet wurde.

## Belege
1. 1 2  Ochotona (Ochotona) dauurica. In: Don E. Wilson, DeeAnn M. Reeder (Hrsg.): Mammal Species of the World. A taxonomic and geographic Reference. 2 Bände. 3. Auflage. Johns Hopkins University Press, Baltimore MD 2005, ISBN 0-8018-8221-4.
2. ↑  A.A. Lissovsky: Daurian Pika - Ochotona dauurica. In: Don E. Wilson, T.E. Lacher, Jr., Russell A. Mittermeier (Herausgeber): Handbook of the Mammals of the World: Lagomorphs and Rodents 1. (HMW, Band 6), Lynx Edicions, Barcelona 2016; S. 47. ISBN 978-84-941892-3-4